# Orientation (Héroes)
«Orientation» es el primer episodio de la cuarta temporada de la serie de televisión estadounidense dramática y de ciencia ficción, Héroes. 

## Argumento
El episodio comienza con la aparición de unos extraños personajes que escuchan el discurso de su líder, Samuel Sullivan, en medio de un indefinido funeral. Una vez que Samuel termina sus palabras todos regresan a la feria. 
Claire Bennet ha ingresado a la universidad, de tal manera que comienza una nueva etapa en su vida, en la que espera dejar atrás su pasado y comenzar una vida normal. Una vez en su cuarto, conoce a su compañera de habitación, Annie, la cual no le da un buen trato. Posteriormente, Claire conoce a su segunda compañera de habitación: Gretchen Berg, quien tampoco está exenta de estresar a Claire, debido a que aparentemente todos en la universidad están enterados del asesinato de Jackie Wilcox y, por ende, tachan a Claire de anormal. Sin embargo, Claire intenta convencerse de que con el tiempo, la gente lo olvidará. Más tarde la visita Noah, a quien le cuenta su experiencia. Esa misma noche, se organiza una fiesta y Claire intenta integrarse. En la fiesta, Claire descubre lo que parece ser el suicidio de Annie.
Hiro y Ando, intentando utilizar sus poderes para el bien, fundan una pequeña compañía llamada Dial a Hero, aunque son reprendidos por Kimiko quien lo desaprueba. Hiro y Ando solo hacen trabajos insignificantes, como rescatar un gato, en donde Hiro demuestra tener sus poderes restaurados, pero cuando Hiro los utiliza él mismo queda afectado por su habilidad. Más tarde, Hiro revela que su poder lo está matando y Ando le sugiere que cambie el pasado. Tras observar nítidamente una fotografía en una feria, Hiro aparece en la misma feria catorce años antes.
Samuel Sullivan intenta recuperar un objeto gracias a su mano derecha Lydia, una mujer con la capacidad de la clarividencia. Una vez que obtiene un nombre, Samuel manda a otro miembro del Carnaval llamado Edgar para recuperar el objeto en contra de su voluntad. 
Noah se prepara para defenderse de Tracy Strauss que, hasta el momento, ha asesinado a cuatro agentes del edificio 26. Antes que Noah pueda llegar a escapar, Tracy intenta ahogarlo dentro de su auto, pero Danko acude en su ayuda y lo salva. Danko intenta aliarse con Noah y contra Tracy, pero cuando ella lo visita personalmente y lo deja con vida, Noah trata de redimirla y le ayuda. Para ello recurre al Haitino, logrando borrarle los recuerdos que Danko tiene de Tracy. Más tarde, cuando Tracy se prepara para asesinar a Danko, se decepciona al enterarse de que Danko ya no la recuerda y se limita a dejarlo con vida. Luego, Tracy es testigo del asesinato de Danko a manos de Edgar, quien de alguna manera parecía conocer a Danko. Edgar ataca a Tracy, pero ella sobrevive gracias a sus poderes evolucionados.  
Peter vuelve a ser paramédico y, gracias a sus poderes restaurados, es capaz de ejecutar su trabajo con mayor eficacia y tenacidad, hasta el punto en el que es reconocido y admirado en su trabajo. 
Angela comienza a sentirse presionada por las futuras consecuencias que tendría el regreso de Sylar, sobre todo cuando Nathan empieza a sentirse extraño. Sin embargo, ella no recibe mucho apoyo ni de Matt ni de Noah. 
Nathan comienza sentirse muy desorientado y 'diferente'. A pesar de ello, su madre Angela lo persuade diciéndole que eso es ridículo. Más tarde, en su oficina, Nathan ve horrorizado como es capaz de mover objetos con su mente y de producir descargas eléctricas con sus manos.
- Datos: Q7102402